# 7 Gold
7Gold es un canal de TV nacional en abierto de Italia. Pertenece al grupo editorial 7 Gold Communication.
Su programación está basada en series, programas con orientación cultural y deporte. Es la 13 cadena de televisión de Italia y compite contra los canales de RAI, Mediaset, La7, Sky, Discovery y DAZN.

## Programación
- Diretta Stadio